# Communauté de montagne des Apennins de Modène Est
Pour autres emplois du terme, voir Apennin (homonymie).
La communauté de montagne des Apennins de Modène Est (en italien : comunità montana dell'Appennino Modena Est) est une ancienne communauté de montagne italienne située dans la province de Modène en Émilie-Romagne. Elle regroupait les communes de Guiglia, Marano sul Panaro, Montese et Zocca, où était situé son siège.
En 2008, la communauté est dissoute. Guiglia, Marano sul Panaro et Zocca sont rattachées à l'Union de communes Terre di castelli, alors que Montese rejoint l'Union des communes du Frignano.